# Resultados do Carnaval de São Paulo em 1993
Este é o Resultado do Carnaval de São Paulo em 1993.

## Escolas de Samba

### Grupo Especial
Os desfiles do Grupo Especial ocorreram no dia 20 de fevereiro de 1993 no sambódromo do Anhembi. O Polo Cultural ía se formando aos poucos, e ganhava seu primeiro lance de arquibancadas definitivas, ainda sem os camarotes. O Grupo Especial passou a ter 12 escolas (não caiu nenhuma no ano anterior). A trinca Camisa-Rosas-Vai-Vai parecia impossível de ser "furada" pelas demais coirmãs. As alegorias de todas as escolas cresceram como nunca. Foi o primeiro ano em que usou-se um carro de som para as escolas.
Ordem de Desfile
| Sábado (20/02/1993) |
| 1. Colorado do Brás 2. Barroca Zona Sul 3. Acadêmicos do Tucuruvi 4. Imperador do Ipiranga 5. Mocidade Alegre 6. Unidos do Peruche 7. Gaviões da Fiel 8. Nenê de Vila Matilde 9. Leandro de Itaquera 10. Camisa Verde e Branco 11. Rosas de Ouro 12. Vai-Vai |

Classificação
| Legenda: Campeã Rebaixada |

| Col. | Escola                 | Enredo                        | Pontos |
| ---- | ---------------------- | ----------------------------- | ------ |
| 1    | Camisa Verde e Branco  | Talismã                       | 100,00 |
| 1    | Vai-Vai                | Nem Tudo que Reluz é Ouro     | 100,00 |
| 3    | Rosas de Ouro          | É hoje... Um Dia de Festa     | 99,00  |
| 4    | Mocidade Alegre        | Marabha "a Pérola do Oriente" | 97,00  |
| 5    | Nenê de Vila Matilde   | Primeiro Desejo               | 96,00  |
| 6    | Gaviões da Fiel        | A Chave do Tempo              | 95,00  |
| 7    | Acadêmicos do Tucuruvi | Da Fruta que Você Gosta       | 92,00  |
| 8    | Leandro de Itaquera    | Carnaval - Alegria do Povo    | 90,00  |
| 9    | Unidos do Peruche      | Mercado, Mercador, Mercadoria | 89,00  |
| 10   | Barroca Zona Sul       | O Senhor dos Elementos        | 84,00  |
| 11   | Imperador do Ipiranga  | Assombrações em Noite de Gala | 82,00  |
| 12   | Colorado do Brás       | Mascaradas, Ilusões da Vida   | 80,00  |

### Grupo 1
Os desfiles do Grupo 1 ocorreram no dia 21 de fevereiro de 1993.
Classificação
| Legenda: Promovida Rebaixada |

| Col. | Escola                              | Enredo                                                 | Pontos |
| ---- | ----------------------------------- | ------------------------------------------------------ | ------ |
| 1    | Primeira da Aclimação               | Oh! Linda                                              |        |
| 2    | Unidos de São Miguel                | Sonho de Momo                                          |        |
| 3    | Pérola Negra                        | Os Feios que me Desculpem Mas Beleza é Fundamental     |        |
| 4    | X-9 Paulistana                      | A Saga do Melaço                                       |        |
| 5    | Águia de Ouro                       | Identidade Brasil (Resgate da Identidade Cultural)     |        |
| 6    | Tom Maior                           | Meio-dia, Barriga Vazia                                |        |
| 7    | União Independente da Vila Prudente | Dinheiro Vai, Dinheiro Vem e o Mundo Gira ao Meu Redor |        |
| 8    | Prova de Fogo                       | Juventude, Caminhos Abertos                            |        |
| 9    | Passo de Ouro                       | Se Me Der Eu Como                                      |        |
| 10   | União Imperial                      | Do Império à Imperial                                  |        |

### Grupo 2
Os desfiles do Grupo 2 ocorreram no dia 22 de fevereiro de 1993.
Classificação
| Legenda: Promovida |

| Col. | Escola                     | Enredo                                   | Pontos |
| ---- | -------------------------- | ---------------------------------------- | ------ |
| 1    | Acadêmicos do Ipiranga     | Viva o Rei (Zumbi o Deus da Guerra)      | 197,00 |
| 2    | Unidos de Guaianases       | O Dia dos Dias                           | 195,00 |
| 3    | Unidos de São Lucas        | Do Lundu a Tropicália                    | 195,00 |
| 4    | Flor da Vila Dalila        | Palmares, Um Grito de Liberdade          | 194,00 |
| 5    | Combinados de Sapopemba    | Maurício de Souza nos Quadrinhos da Vida | 178,00 |
| 6    | Malungos                   | Yjo de Jacuta - Festa de Xangô           | 178,00 |
| 7    | Mocidade Unida da Mooca    | Salam Aleikom (A Paz Esteja Convosco)    | 174,00 |
| 8    | Cachoeira Império do Samba | É no Pé que se Mostra Como é             | 163,00 |
| 9    | Império Lapeano            | Nossa Branca de Fé (A Cachaça)           | 156,00 |
| 10   | Primeira do Itaim Paulista | Sua Majestade o Livro                    | 151,00 |

### Grupo 3
Os desfiles do Grupo 3 ocorreram no dia 21 de fevereiro de 1993.
Classificação
| Legenda: Promovida |

| Col. | Escola                         | Enredo                                           | Pontos |
| ---- | ------------------------------ | ------------------------------------------------ | ------ |
| 1    | Morro da Casa Verde            | De Onde Vim, Para Onde Vou... Adivinha Quem Sou? | 99,00  |
| 2    | Império do Cambuci             | A Liberdade no Papel                             | 91,00  |
| 3    | União Independente da Zona Sul | Tira a Mão do Meu                                | 89,00  |
| 4    | Vera Cruz                      | Oswaldinho da Cuíca                              | 87,00  |
| 5    | Raiz da Zona Sul               |                                                  | 84,00  |
| 6    | Folha Azul dos Marujos         | A Lenda do Sol, Lua e o Galo                     | 75,00  |
| 7    | Flor da Zona Sul               | Liberdade Clamor de uma Raça                     | 75,00  |
| 8    | Levanta Poeira                 | As Glórias de Carmen Miranda                     | 51,00  |
| 9    | Os Bambas                      | Adoniran Barbosa                                 | 46,00  |
| 10   | Unidos do Jaguaré              | Axé Brasil da Arte Mestiça                       | -36,00 |

### Grupo 4
Os desfiles do Grupo 4 ocorreram no dia 21 de fevereiro de 1993.
Classificação
| Legenda: Promovida |

| Col. | Escola                         | Enredo                                   | Pontos |
| ---- | ------------------------------ | ---------------------------------------- | ------ |
| 1    | Acadêmicos do Tatuapé          | O Sonho de Voar                          | 92,00  |
| 2    | Unidos de Taipas               | Taipas, Do Verde ao Samba                | 89,00  |
| 3    | Falcão do Morro Itaquerense    |                                          | 88,00  |
| 4    | Unidos de Vila Maria           | Gandaia - um Dia de Folia                | 87,00  |
| 5    | Ermelinense                    | Maravilha Tropical                       | 87,00  |
| 6    | Independentes do Jardim Miriam | Divina Majestosa Avenida                 | 86,00  |
| 7    | Arco Íris de Vila Guilhermina  | São Paulo a Noite é uma Criança... Será? | 86,00  |
| 8    | Imperatriz da Paulicéia        | Fabulas                                  | 82,00  |
| 9    | Paraíso do Samba               | A Magia do Mar                           | 79,00  |
| 10   | Unidos de Vila Eutália         | Oxumarê, o Arco-Íris                     | 74,00  |
| 11   | Dragões de Vila Alpina         | Qual é a Ética                           | 68,00  |